# Vadim Bavikin
Vadim Bavikin (hebr. ‏ואדים בביקין‎; ur. 4 października 1970) – pochodzący z Ukrainy lekkoatleta specjalizujący się w rzucie oszczepem, który od 1990 roku reprezentował Izrael.
Zajął 10. miejsce w finale mistrzostw świata (1991), a rok później nie przebrnął przez eliminacje na igrzyskach olimpijskich. W 1994 roku został zdyskwalifikowany na cztery lata po wykryciu u niego niedozwolonych środków. Nie udało mu się wywalczyć awansu do finału kolejno światowego czempionatu w Edmonton (2001), mistrzostw Europy w Monachium (2002), mistrzostw świata w Paryżu (2003), mistrzostw świata w Helsinkach (2005) oraz czempionatu Starego Kontynentu w Göteborgu (2006). Trzynastokrotny mistrz Izraela i reprezentant kraju w pucharze Europy oraz zimowym pucharze w rzutach lekkoatletycznych.
Rekord życiowy: 81,94 (8 czerwca 2004, Saragossa) – rezultat ten jest aktualnym rekordem Izraela.

## Osiągnięcia
| Rok  | Zawody                         | Miejsce          | Pozycja           | Wynik |
| ---- | ------------------------------ | ---------------- | ----------------- | ----- |
| 1991 | Mistrzostwa świata             | Tokio            | 10. miejsce       | 77,18 |
| 1992 | Igrzyska olimpijskie           | Barcelona        | el. – 24. miejsce | 73,88 |
| 2000 | II liga pucharu Europy         | Bańska Bystrzyca | 2. miejsce        | 77,59 |
| 2001 | Mistrzostwa świata             | Edmonton         | el. – 22. miejsce | 77,91 |
| 2002 | Zimowy puchar Europy w rzutach | Pula             | 4. miejsce        | 76,49 |
| 2002 | II liga pucharu Europy         | Belgrad          | 1. miejsce        | 77,84 |
| 2002 | Mistrzostwa Europy             | Monachium        | el. – 19. miejsce | 77,73 |
| 2003 | I liga pucharu Europy          | Velenje          | 1. miejsce        | 79,31 |
| 2003 | Mistrzostwa świata             | Paryż            | el. – 13. miejsce | 77,06 |
| 2004 | II liga pucharu Europy         | Nowy Sad         | 1. miejsce        | 76,89 |
| 2005 | II liga pucharu Europy         | Tallinn          | 3. miejsce        | 71,00 |
| 2005 | Mistrzostwa świata             | Helsinki         | el. – 28. miejsce | 66,74 |
| 2006 | Zimowy puchar Europy w rzutach | Tel Awiw-Jafa    | 7. miejsce        | 74,51 |
| 2006 | II liga puchar Europy          | Bańska Bystrzyca | 3. miejsce        | 73,09 |
| 2006 | Mistrzostwa Europy             | Göteborg         | el. – 24. miejsce | 66,93 |
| 2007 | II liga pucharu Europy         | Zenica           | 2. miejsce        | 68,37 |
| 2008 | II liga pucharu Europy         | Bańska Bystrzyca | 9. miejsce        | 61,05 |